# Незнайомка із Сени
Незнайомка із Сени (фр. L’Inconnue de la Seine) — невідома 16-річна дівчина, копії посмертної маски якої прикрашали будинки по всій Європі після 1900 року. Її обличчя, яке вважали ідеалом краси, надихнуло митців присвятити дівчинці свої твори.

## Історія
За поширеною версією, тіло дівчини витягли з річки Сени на набережній Лувра в Парижі наприкінці 1880-х років. Визнали, що вона наклала на себе руки, оскільки на її тілі не виявили жодних ознак насильства.
Як оповідає історія, патологоанатом з паризького моргу так захопився її красою, що вирішив зробити гіпсовий посмертний зліпок її обличчя. Однак згодом цю версію піддали сумніву, оскільки такий вираз обличчя не може належати утоплениці. Згідно з іншими відомостями, зліпок зробили з дочки виробника масок у Німеччині. Особу самогубці так і не ідентифікували. Вік дівчини — не більше, ніж 16 років — установили з огляду на пружність її шкіри.
У наступні роки були зроблені численні копії. Вони швидко перетворились на модний атрибут у паризькому богемному товаристві. Альбер Камю та інші порівнювали її загадкову посмішку з посмішкою Мони Лізи.
Популярність маски також становить інтерес в історії художніх засобів, за допомогою яких швидко її відтворювали. Нові зліпки створювали з негативів сфотографованої оригінальної маски. Вони відображають деталі, які зазвичай не помітні на тілах втоплеників. Але збереження цих деталей на масці тільки підсилюють її справжність.
Критик Аль Альварес у свої книзі «The Savage God» писав, що ціле покоління німецьких модниць хотіло мати таку ж зовнішність, як у неї. Вона стала сексуальним ідеалом, як Бріжіт Бардо у 1950-х роках. «Незнайомці з Сени» уподібнювалися німецька акторка зі Львівщини Елізабет Бергнер, а згодом Грета Гарбо

## Resusci Anne
У 1955 році норвежець Осмунн Лердал, власник великої фірми іграшок, врятував життя своєму синові, який тонув, вчасно витягнувши його з води і зробивши йому штучне дихання . Тому він охоче відгукнувся, коли до нього звернулися із замовленням на манекен, необхідний для навчання техніці серцево-легеневої реанімації. Лердал хотів надати манекену природні риси; крім того, він вважав, що учнем буде приємніше працювати з жіночим манекеном. Йому згадалася маска Незнайомки, яка висіла в будинку його бабусі й дідуся, і він вирішив надати манекену її риси . Манекен-тренажер отримав ім'я Resusci Anne («Воскреси Анну»). Подібні манекени широко використовуються при навчанні рятувальників методам реанімації, наприклад «рот в рот», в зв'язку з чим утоплениця отримала неофіційний титул «дівча, яку найчастіше цілують у світі» .